# Lew Hill
Lewis Daniel Hill (* 11. April 1965 in Clinton (North Carolina); † 7. Februar 2021 in Edinburg (Texas)) war ein US-amerikanischer Basketballspieler und -trainer.

## Leben
Hill spielte bis 1983 für die Basketballmannschaft der Mount Vernon High School (US-Bundesstaat New York). Von 1983 bis 1985 gehörte er in Texas der Mannschaft des San Jacinto College an und gewann mit dieser 1984 den Meistertitel in der ersten Division der NJCAA, dem Verband der Junior Colleges. 1985 wechselte der Flügelspieler in die erste NCAA-Division an die Wichita State University (Bundesstaat Kansas). In der Saison 1985/86 kam Hill auf einen Mittelwert von 9,6 Punkten je Begegnung, nahm 1986/87 nicht am Wettkampfbetrieb teil und erreichte 1987/88 einen Wert von 13,1 Punkten je Begegnung.
Als Berufsbasketballspieler stand Hill in der Saison 1988/89 beim deutschen Bundesligisten DTV Charlottenburg unter Vertrag. Mit den Berliner trat er auch auf europäischer Ebene an und nahm am Korać-Cup teil. Nach einem Verkehrsunfall, bei dem er schwere Verletzungen erlitt, beendete Hill seine Spielerlaufbahn.
Seine erste Arbeitsstelle als Trainer wurde 1989 die Wichita East High School. Dort war Hill ebenso als Assistenztrainer tätig wie ab 1990 im Hochschulsport. Als solcher arbeitete er für an der University of South Alabama (1990–1994), der Southeast Missouri State University (1992–1994), der East Carolina University (1994–1998), der Texas A&M University (1998–2004), der University of Nevada, Las Vegas (2004–2011) und der University of Oklahoma (2011–2016).
Ende März 2016 gab die University of Texas Rio Grande Valley (UTRGV) Hills Verpflichtung als Cheftrainer bekannt. Im Januar 2021 wurde bei Hill AL-Amyloidose und im selben Monat eine Ansteckung mit COVID-19 festgestellt. Am 6. Februar 2021 betreute er noch die Mannschaft der University of Texas Rio Grande Valley in einem Spiel und teilte der Hochschule unmittelbar danach mit, dass er seine Arbeit niederlegen werde, um sich wegen der AL-Amyloidose in Behandlung zu begeben. Hill starb am nächsten Morgen im Schlaf. Er hatte vier Töchter und einen Sohn.